# Choripán
Choripán (acrónimo de chorizo, a veces abreviado chori, y pan) es una comida que consiste básicamente en un chorizo asado que se sirve entre dos trozos de pan, típica de la gastronomía de Argentina, Chile,Paraguay, Uruguay, Bolivia y Brasil (en portugués salchipão/pão com linguiça). Se prepara generalmente con pan francés y chorizo asado a la parrilla. El chorizo es el denominado «criollo» o «parrillero», de consistencia blanda y aspecto crudo, compuesto por aproximadamente 70% de carne vacuna y 30% de cerdo, típico del área rioplatense y que, a diferencia del de otras zonas, es consumido fresco, sin desecar ni ahumar. Suele condimentarse con alguna salsa como el chimichurri (aderezo típico argentino y uruguayo elaborado con perejil, ajo, ají y orégano) o el pebre (salsa criolla en Chile). Su popularidad alcanza a incluirlo entre uno de los diez platillos favoritos de Argentina y Uruguay. Su preparación ha sido divulgada a otras gastronomías de América Latina como, Perú, Colombia, Venezuela, Costa Rica y Cuba.

## Historia

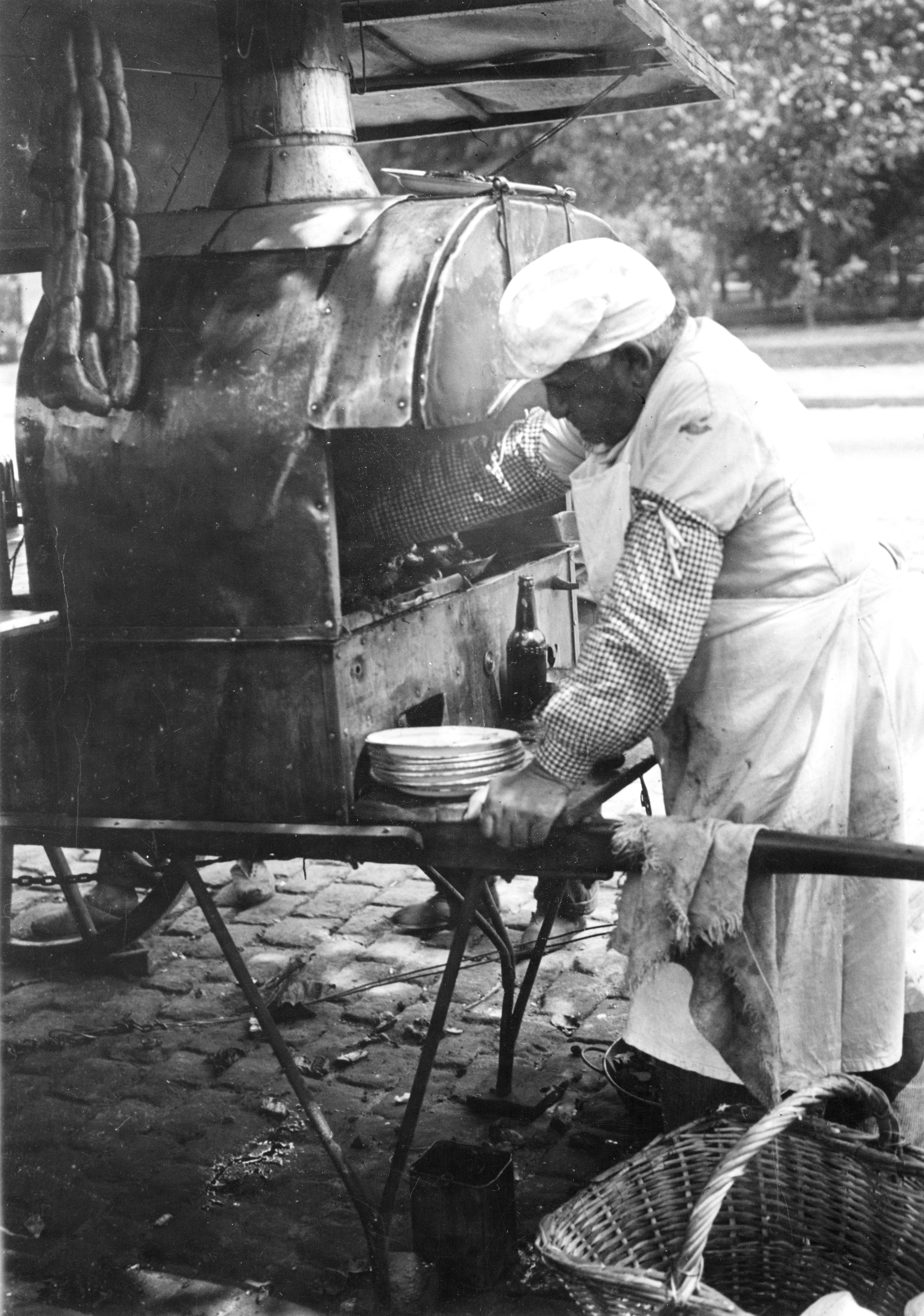
Un vendedor de choripanes, Buenos Aires, 1925.

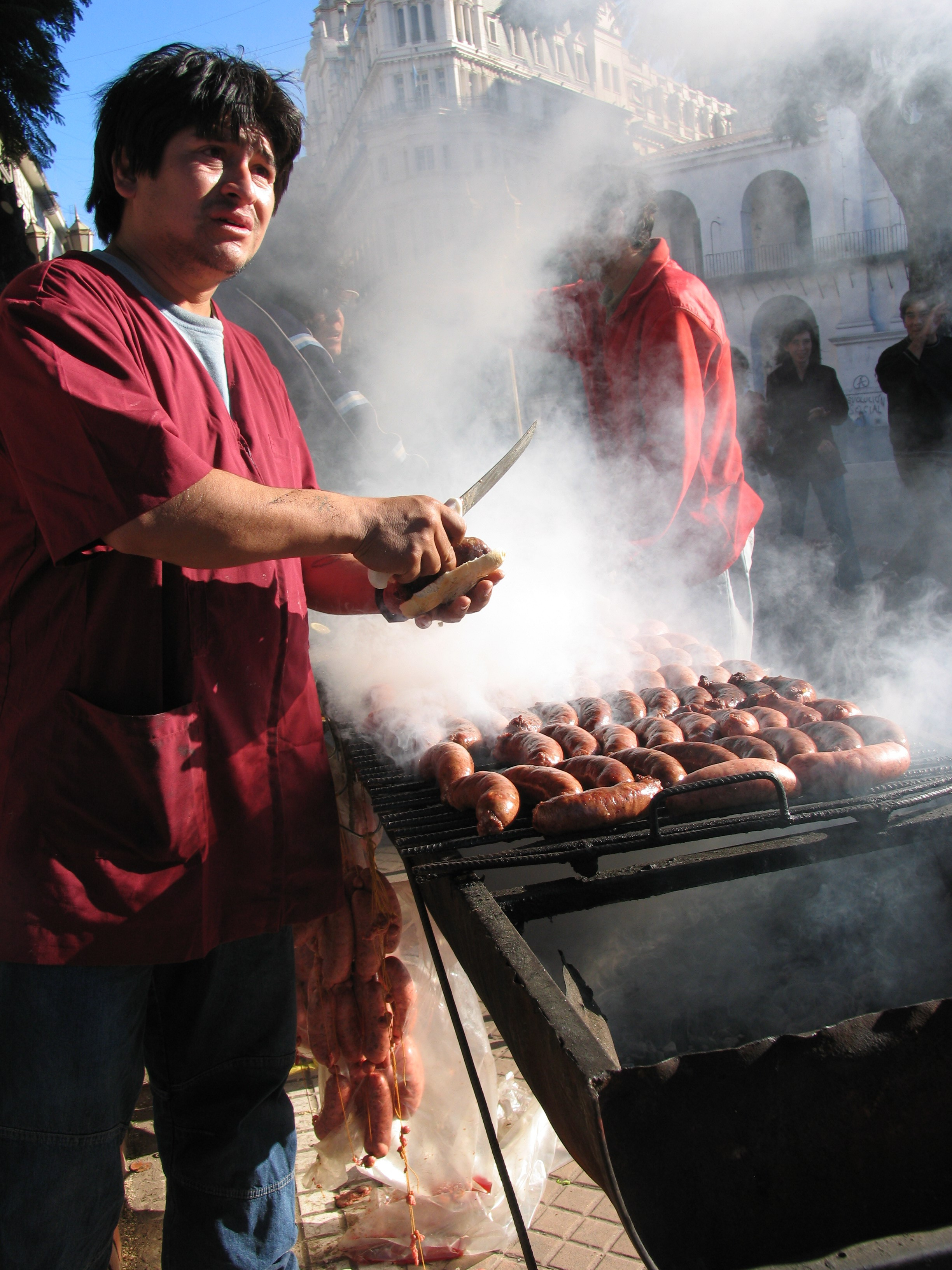
Vendedor de choripanes en la plaza de Mayo, Buenos Aires, 2004.

Se ha descrito que en la región del Río de la Plata el origen del choripán se remonta a mediados del siglo XIX, cuando en las zonas rurales, los gauchos argentinos realizaban asados con motivo de alguna celebración, se dio inicio al hábito de comer el chorizo dentro de un pan. Esta práctica con el tiempo llegó a las ciudades y se popularizó en el entorno urbano.
Convertido en el plato tradicional durante los partidos de fútbol y de los asados familiares, se encuentra en el menú de restaurantes y bares, pero los sitios más populares para su consumo son parrillas montadas sobre carritos ambulantes que se encuentran comúnmente por las calles.

## Características
El choripán posee tres características de la comida informal: es fácil de hacer, rápido para comer y es relativamente barato.
Sus dos ingredientes básicos son el pan y el chorizo. El chorizo es una pieza clave en los asados argentinos y uruguayos, suele ser lo que primero se sirve del asado (al igual que la morcilla). El chorizo que se tuesta en las brasas del asado, es muy habitual que pueda comerse en un sándwich (sandwich de chorizo tal como se denomina en ciertas ocasiones), aunque a veces resulta corriente en ensaladas o con algún otro acompañamiento. Se prepara poniendo el embutido en el horno o parrilla hasta que tome el típico color rojo oscuro del chorizo asado. Una vez que el chorizo toma dicho color, se toma el pan, se abre este, y se pone el chorizo entre las dos capas de pan que quedan conformadas. Es, por tanto, un sencillo sándwich que se encuentra habitualmente en las calles (puestos de venta callejera), así como en ciertos establecimientos públicos de alimentación.

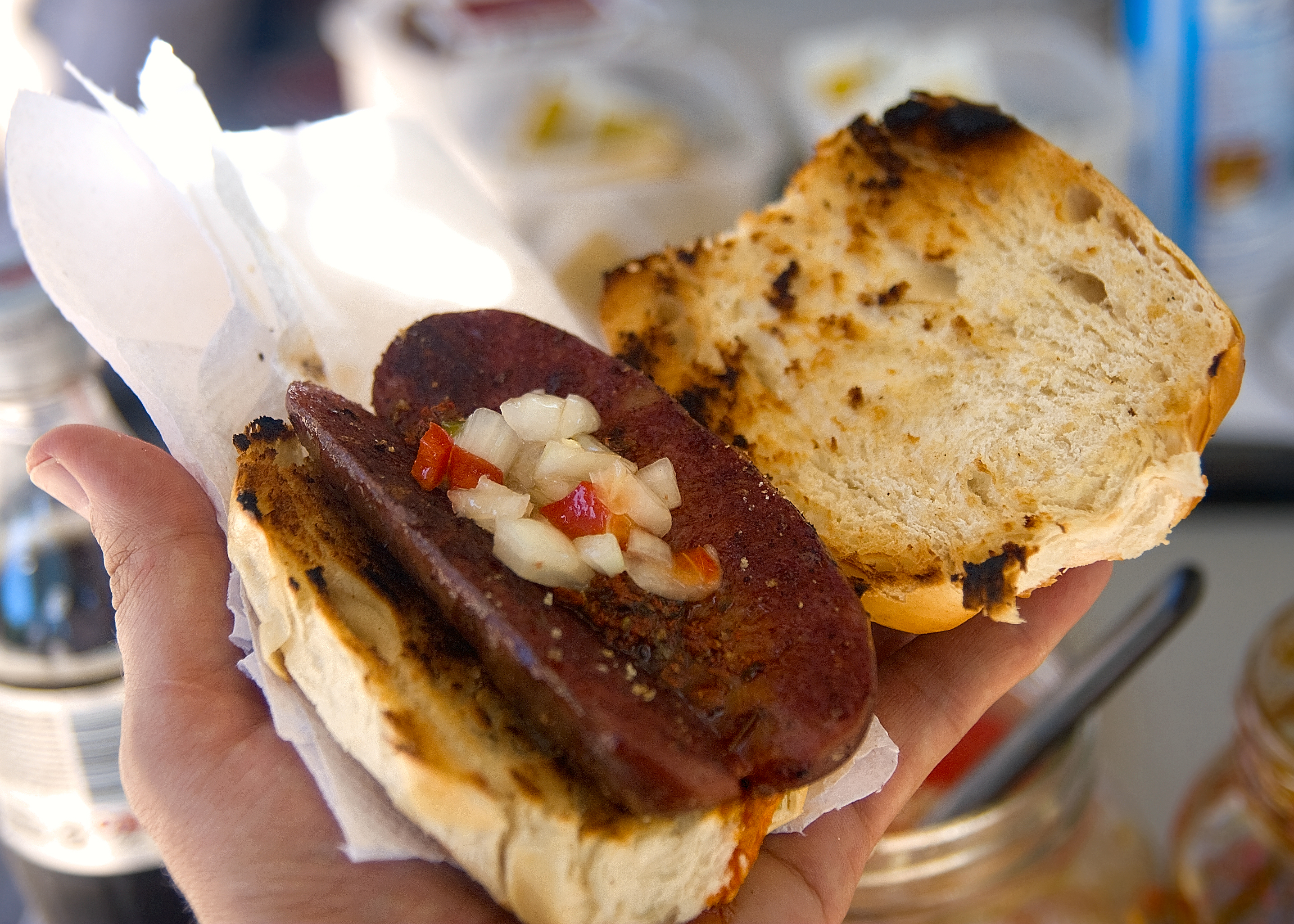
Choripán mariposa.

El chorizo empleado en su elaboración es fresco (es decir no está secado al aire) y se elabora aproximadamente con un 70% de carne vacuna y un 30% de carne de cerdo, todo ello condimentado con nuez moscada, hinojo, pimentón dulce, clavo y canela. Este tipo de chorizos suele llevar en su preparación también una cierta cantidad de vino (en algunas ocasiones vinagre), con el objeto de proporcionar al embutido una textura más jugosa. Los chorizos elaborados en Argentina, Chile, Uruguay, Bolivia poseen sabores característicos. Una forma de preparación habitual, consiste en cortar el chorizo longitudinalmente por la mitad, siendo esta forma conocida como choripán mariposa. En esta disposición se vierte el chimichurri (o cualquier otro condimento) en una de las partes del chorizo.
Se suele preparar asando el chorizo a la parrilla hasta que esté bien dorado, una vez que está listo, se abre el pan y se pone el chorizo entre las dos porciones. Se suele condimentar al gusto con chimichurri.
Con un relleno muy semejante al del crudo chorizo criollo del choripán se prepara un medallón de carne muy semejante a la hamburguesa, tal medallón recibe el nombre de choripati y se puede comer emparedado o en sándwich o al plato.

## Costumbres

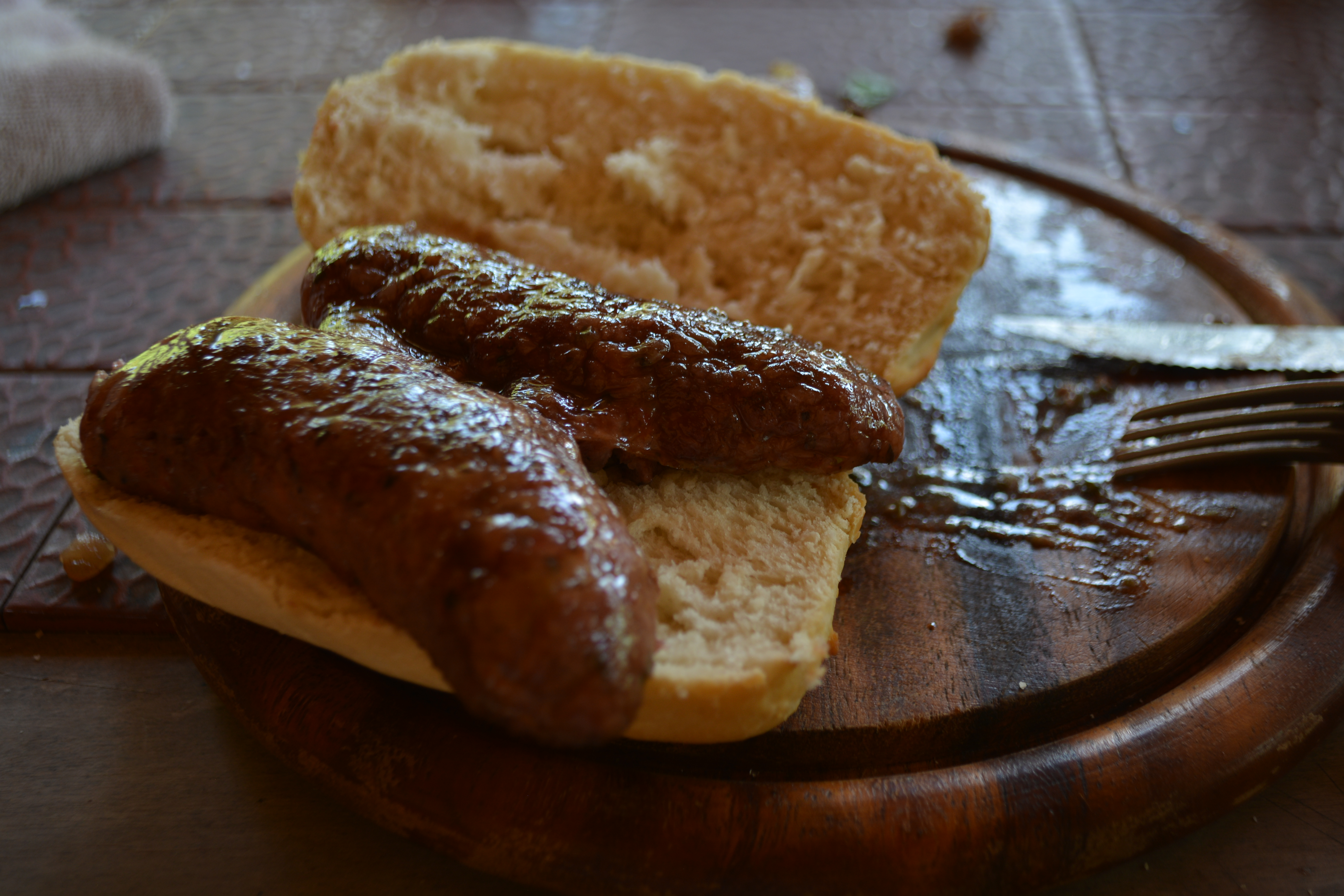
Choripán casero con chorizo recién salido de la parrilla.

El choripán forma parte de las comidas nacionales de Argentina, Chile, Paraguay y Uruguay. La mayoría de las veces los choripanes se consumen durante los primeros instantes de la realización de los asados como alimento que antecede a la carne, el plato principal, cuyo tiempo de cocción es más lento. Aunque también aparece como platillo principal en lo que se denominan chorizadas, choriceadas o choripaneadas, cuyo único plato es el choripán.
En Buenos Aires son especialmente renombrados aquellos ubicados en la zona de la Costanera Sur, en la calle lindera a la Reserva Ecológica.
En una encuesta realizada por la revista Planeta Joy, el choripán, considerado como la «comida callejera por excelencia», fue incluido entre los 10 platos favoritos de Argentina.
Se calcula que en la Argentina se consumen unos 600 millones de choripanes por año, un promedio de 15 por persona, mientras que en el caso de Chile este siempre se encuentra presente en las festividades patrias (18 y 19 de septiembre).
En Argentina, Chile y Uruguay el choripán está muy asociado a los partidos de fútbol, los espectáculos de carnaval y los actos políticos.
La variante chilena puede ser con chorizo o longaniza, servido en marraqueta, aderezado con pebre o chancho en piedra. No debe confundirse con el completo aun cuando se parezcan mucho entre sí.